# Orde d'Austràlia
L'Orde d'Austràlia (en anglès, Order of Australia, o AO) és un orde de cavalleria amb què es reconeixen els assoliments o els serveis meritoris a ciutadans d'Austràlia i a altres persones. L'orde va ser establert el 14 de febrer de 1975, per decret signat per la reina Elisabet II. Amb anterioritat, els ciutadans australians rebien condecoracions britàniques.
Originalment, hi havia cavallers i dames de l'orde, però aquesta pràctica es va suspendre el 1986 després d'un acord entre els grans partits australians. Va ser restablert el 2014 i va ser abolit de nou el novembre de 2015. L'Orde d'Austràlia es va modelar inspirant-se en l'Orde del Canadà. Tot i així, el seu lliurament és més liberal a Austràlia que al Canadà, especialment pel fet que es premien també estrangers.

## Categories
Originalment l'orde tenia quatre graus i una medalla, tant en la seva versió civil com militar: 
- Knight o Dame (Cavaller o Dama) (AK / AD). Només en versió civil; ja no s'atorga.
- Companion (Company) (AC). Es concedeix per assoliments importants i mèrits del més alt grau en servei a Austràlia o a la humanitat.
- Officer (Oficial) (AO). Per serveis distingits a Austràlia o a la humanitat.
- Member (Membre) (AM). Per serveis en una localitat particular o en un camp d'activitat, o que beneficien a un grup particular.
- Medal of the Order of Australia (Medalla) (OAM). Per serveis mereixedors d'una distinció particular. Es concedeix des del 1976.

## Premis honoraris
- Honorary Companion: 
  - Aung San Suu Kyi, Mare Teresa de Calcuta, Jacques-Yves Cousteau, Nelson Mandela, Turgut Özal, Michel Rocard, Kiri Te Kanawa, Jorn Utzon, Rolf Martin Zinkernagel
- Honorary Officer: 
  - Ali Alatas, Edo de Waart, Mel Gibson, Maina Gielgud, Romaldo Giurgola, Hiroyuki Iwaki, Clive Lloyd, Jerzy Toeplitz, Malcolm Williamson, James Wolfensohn.
- Honorary Member: 
  - Terri Irwin, Robyn Williams, Simone Young.